# Biencourt
För andra betydelser, se Biencourt (olika betydelser).
Biencourt är en kommun i departementet Somme i regionen Hauts-de-France i norra Frankrike. Kommunen ligger i kantonen Gamaches som tillhör arrondissementet Abbeville. År 2022 hade Biencourt 142 invånare.

## Befolkningsutveckling
Antalet invånare i kommunen Biencourt
| Referens: INSEE |